# Kriza tretjega stoletja
Kriza tretjega stoletja (tudi vojaška anarhija ali kriza cesarstva) je bilo obdobje od leta 235 do 284, v katerem se je Rimsko cesarstvo zaradi kombinacije napadov od zunaj, državljanske vojne, epidemije kuge in gospodarske krize skoraj sesulo. Začela se je z ubojem cesarja Aleksandra Severja. Sledilo je petdesetletno obdobje, v katerem se je za rimski prestol potegovalo 20-25 kandidatov, večinoma prominentnih armadnih generalov, ki so zase zahtevali oblast nad celim cesarstvom. 
V letih 258-260 je cesarstvo razpadlo na tri med seboj sprte države: Galsko cesarstvo s provincami Galija, Britanija in Hispanija, Palmirsko cesarstvo z vzhodnimi provincami Sirijo, Palestino in Egiptom, in neodvisno Rimsko cesarstvo s središčem v Italiji. Cesarstvo je ponovno združil cesar Avrelijan (270-275). Kriza se je končala  z vzponom cesarja Dioklecijana in njegovimi reformami leta 284.
Kriza je povzročila tako temeljite spremembe v rimskih državnih institucijah, družbi, gospodarskem življenju in nazadnje v religiji, da je večina zgodovinarjev z njo definirala prehod zgodovinskega obdobja klasične antike v pozno antiko.

## Osnovni oris krize
Že za čas od  Marka Avrelija naprej je postajalo jasno, da se v rimski državi obetajo temeljne spremembe, ki so postale očitne v času vojaških cesarjev, ko je glavna značilnost te dobe postalo stalno vojno sanje v državi, ki je bilo posledica defenzivnih vojn zoper zunanje sovražnike, državljanskih spopadov med raznimi pretendenti kot v redkih primerih tudi osvajalnih vojn. Glavnina spopadov je potekala na ozemlju rimske države, zaradi česar je trpelo njeno prebivalstvo, gospodarstvo je bilo močno prizadeto tako v mestih kot na podeželju, zmanjšala se je trgovina in masovna obrtna proizvodnja, nekatere višje oblike kulture so zašle v pozabo zaradi upada potrebe po mojstrih (npr. kiparstvo in arhitektura), obenem pa se je zrušil pravni red, življenja so bila konstantno ogrožena, mnogokrat je prišlo do inflacij. Država je poskusila slednjo težavo rešiti z zmanjšanjem vrednosti denarja, a to je včasih le še povečalo inflacijo, mnogi državljani pa so se zaradi bede in pritiska države umaknili in pridružili roparskim skupinam, kar je stanje le še poslabšalo. Stare bogate rodbine so propadale, vojna je prinesla razčlovečenje, moralno propadanje in nasilje; vse to pa je privedlo do delne barbarizacije države. To obdobje je tisto, ki še dandanes zaznamuje dokončen prehod iz klasične dobe rimskega cesarstva proti pozni antiki. Obdobje je zaznamovano z letnicama 235 n. št., ko je bil ubit poslednji moški član severske dinastije Aleksander Sever in z letom 284 n. št., ko je Dioklecijan prevzel vajeti države in uvedel strukturne reforme, ki so umirile stanje. Zaradi neverjetnih razsežnosti katastrofe, ki je doletela rimsko državo v tem obdobju, je doba imenovana tudi »Kriza tretjega stoletja« in »Kriza imperija.«

### Vzroki za krizo
Razlogi za krizo so večslojni in temeljijo tako na zunanjih kot notranjih faktorjih – izven meja cesarstva je prišlo do očitne okrepitve tako sasanidske države, starega tekmeca Rima na vzhodu, ki je v času Ardaširja I. in Šapurja I. okrepila vojsko in pričela z ekspanzijo novoperzijske države, in raznih germanskih plemen, posebej problematični so pa v tem obdobju postali Vandali in Alemani na gornjem Renu in Donavi ter Goti na področju Podonavja. Germanska nevarnost se je v tem obdobju drastično povečala zaradi zaključevanja nastajanja novih germanskih identitet. Število plemenskih zvez se je drastično zmanjšalo, nove mnogoštevilne zveze pa so rimski državi predstavljale veliko večjo nevarnost. Notranji faktorji pa se navezujejo na prevlado kmečkega sloja in vojske kmečkega porekla nad tradicionalnimi mestnimi oblikami grško-rimske civilizacije in enormne spremembe na področju lastninske in gospodarske ureditve, ki so pestile državo zaradi upadanja sužnjelastniškega sistema gospodarjenja. Obenem je potrebno omeniti še faktorje, ki niso realpolitične narave – državo so v tem obdobju pestile mnoge naravne katastrofe, ki so še dodatno poslabšale imunost v imperiju. Tako je v letih 249 – 262 n. št. Imperij pestila ciprska kuga, ki je na vzhodu pokosila velik del prebivalstva (v Aleksandriji bi naj umrlo 60% vseh ljudi), obenem je pa zaradi naravnega cikla zemlje prišlo do pojava toplejšega podnebja z bolj vročimi poletji, kar je poslabšalo kmetijsko produkcijo. Ker je rimska kmetijska produkcija še venomer slonila na starejših in ne tako intenzivnih načinih pridelave, je to pomenilo katastrofo za mnoge.

### Državna uprava v času krize cesarstva
Ustroj in izgled rimske države se je z obdobjem vojaških cesarjev drastično spremenil. Na čelu dežele je sedaj cesar, ki je po poreklu večinoma iz nižjega sloja, po izobrazbi pa armadni oficir. Zaradi stalnega vojnega stanja prihaja do nazadovanja v urbanizaciji, temu sledi posledično manjšanje mest in demografski padec. Trgovina prav tako upade, gospodarsko življenje je v recesiji, denar je zaradi nespametne politike (in ker niso takrat še razumeli koncepta inflacije) v stalnem nazadovanju, javnih del je zelo malo, če sploh. Se pa obenem poveča vsesplošna mobilnost družbe, posebej na podeželju, saj je mestno prebivalstvo postajalo revnejše, celotno družbo pa zaradi slabših zalog hrane pestijo tako lakote kot kužne bolezni. Cesarska armada sedaj ni več ponos iz apeninskega polotoka, temveč izhaja iz provinc in v njej prevladuje kmečki element. Rimski državljani so sedaj vsi svobodni prebivalci, to pa onemogoči razvoj enotnosti, prav tako je pa to velik balast za izčrpan birokratski ustroj. Finančne zmožnosti države so se preusmerile v skoraj izključno finančno podporo vojski, ki je morala biti močno vzdrževana in oskrbljena, predvsem pa lojalna.
Državo sedaj vodijo vojaški cesarji, ki izhajajo iz podonavskih in balkanskih provinc in do položaja praviloma niso prišli zaradi zvez in porekla, temveč predvsem zaradi vojaških sposobnosti in so za čas (praviloma kratkotrajnih) vlad zastopali interese ne rimskega ljudstva, temveč posamičnih armadnih skupin ali pa posamičnih regij cesarstva, čeravno so uradno skrbeli za dobrobit celotnega cesarstva. A pojavlja se trend, da najpomembnejši cesarji te dobe niso bili preveč pristranski – tako Avrelijan kot tudi Postum in Prob so v interesu varovanja države ostro kaznovali lastne vojake v primerih prekrškov in nediscipline, s čimer so tvegali porast nepriljubljenosti. In nepriljubljenost je bila ključni faktor tega obdobja – slej kot prej so vsi cesarji bili odstavljeni, izgnani, umrli zaradi bolezni ali pa bili ubiti. To je imelo velik vpliv na kasnejše vladarje – cesarji pozne antike so se svojih ljudi bali in so postajali vedno bolj vzvišeni in od okolice izolirani. Rim je kot mesto postajalo manj pomembno, saj se je politična in vojaška moč države sedaj prenesla na obdobne predele, kjer je bila stacionirana vojska. Celotna država je bila vodena iz vojaških taborov, tako da pravno-upravne kontinuitete v tem obdobju ni bilo. Družinske vezi so v tem času še venomer imele vlogo, a nobenemu cesarju ni uspelo ustanoviti politične dinastije, četudi jih je kar nekaj poskusilo (npr. Maksimin Tračan, Filip Arabec, Decij, Valerijan, etc.).
V birokratskem aparatu države je prihajalo do sprememb, saj se je zmanjšal vpliv vodilnih slojev, prav tako pa so izgubili vpliv sužnji in osvobojenci na cesarskem dvoru, ki so tvorili familia Caesaris. Oficirski sloj oziroma sloj vitezov je postal vodilni, politične igre so pa zamenjali fizični obračuni in uboji. Najbolj so bili prizadeti senatorji, ki so sedaj le še tretjinsko bili predstavniki iz Italije, okrepil se je dele severnoafriških in grških, vsi pa so izgubili na vplivu in jih je bila podeljena le še vloga mestnih prefektov, njihove upravne naloge pa so zamenjali vitezi, ki so sedaj bili tudi najpomembnejši pravniki (Ulpijan). Na gospodarskem področju je kmetijstvo manjših posesti bilo popolnoma uničeno, medtem ko so veleposestva še dodatno okrepila svojo vlogo in so postala nova središča gospodarskega življenja. Srednje velika in manjša mesta so izgubljala gospodarsko zaledje, manjšala se je delovna sila in prihajalo je do umika prebivalstva iz mesta na podeželje, kar so poskusili zaustavljati cesarji. Seveda je potrebno omeniti, da so še posebej gospodarske razmere bile glede na področje popolnoma različne. Nekatere regije so bile le občasno opustošene od vojn in naravnih katastrov, spet druge pa so se temu popolnoma izognile in cvetele v času, ko so mnoge regije trpele (recimo severna Afrika in Hispanija). Kulturna scena je bila tudi močno zmanjšana in zaradi tega so literarni viri za to obdobje v primerjavi z ostalimi precej skopi, tisti, ki pa obstajajo, so pa nižje kvalitete, strokovna literatura (filozofija, matematika, aritmetika, zgodovina, etc.) pa je manj natančna kot predhodne študije.

### Posledice krize
Vse to je povzročilo, da je cesarstvo izgubljalo na prestižu. Še posebej nezmožnost centralne oblasti, da bi lahko uredila razmere z zunanjepolitičnimi sovražniki (Sasanidi in Germani) je povzročila, da so ljudje začeli dvomiti v sam imperij. Številne skupnosti prebivalcev so začele odvračati stare družbene in politične vezi ter obveznosti do družbe in predvsem države Regionalni interesi so se močno okrepili, centralne državne institucije so odpovedale, lokalne pa niso bile kos večjim obremenitvam. To je večkrat povzročilo nastajanje novih državnih separatističnih in uzurpatističnih tvorb znotraj meja cesarstva. A vendar je ideja enotne države bila velik steber stabilnosti in konec krize kaže na to, da je bila stopnja kontinuitete večja kot stopnja diskontinuitete. Država je vzdržala pritisk z množičnimi mobilizacijami novih sil iz podonavskih in ilirskih provinc, kar je tudi olajšalo proces politične in kulturne integracije, večalo občutek zavesti in pripadnosti državi. Družba se je tako v vseh svojih strujah mobilizirala, to pa je imelo daljnosežne posledice. Svobode državljanov so se od tega trenutka naprej le še omejevale, obveznosti, ki so bile od njih zahtevane pa večale. Novi ukrepi in zahteve ter sam mentalni ustroj prebivalstva niso bili združljivi z ideali Avgustovega principata. Ostrina in brutalnost sta se povečali, narasla je uporaba sile in prebivalstvo je bilo pripravljeno sprejeti vsako avtoriteto ali ideologijo, ki je bila pripravljena in predvsem zmožna zagotoviti varnost.

## Zgodovina krize
Stanje v Rimskem cesarstvu se je zelo poslabšalo leta 235, ko so cesarja Aleksandra Severja umorili njegovi vojaki. Med vojnimi pohodi proti Germanom, ki so s severa vdirali v Rimsko cesarstvo, je bilo poraženih več rimskih legij, cesar pa se je osredotočil predvsem na sasanidsko Perzijsko cesarstvo, ki je grozilo z vzhoda. Aleksander, ki je osebno poveljeval svojim četam, je poskušal germanska plemena na hitro pomiriti po diplomatski poti, tako da je njihovim poglavarjem plačal davek. Zaradi takšnega ravnanja je izgubil ugled med svojimi vojaki,  ki so pričakovali, da bo proti njim strogo ukrepal.
Po cesarjevi smrti so se za oblast v cesarstvu začeli med seboj bojevati generali in pri tem zanemarili svojo osnovno nalogo braniti cesarstvo pred vdori tujcev. Obmejne province ob Donavi in Renu so postale žrtev pogostih vdorov Karpov, Gotov, Vandalov in Alemanov, medtem ko so v province na skrajnem vzhodu vdirali Sasanidi. Značilno je leto 238, ko je vladalo kar šest cesarjev: Maksimin Tračan, Gordijan I., Gordijan II., Pupijen, Balbin in Gordijan III.. Poleg tega je leta 251 izbruhnila Ciprijanova kuga (verjetno epidemija koz) z visoko stopnjo umrljivosti in resno ogrozila obrambne sposobnosti cesarstva. 
Leta 258 je Rimsko cesarstvo razpadlo na tri konkurenčne države. Rimske province Galija, Britanija in Hispanjia so se odcepile in razglasile Galsko cesarstvo. Dve leti kasneje so neodvisnost razglasile tudi vzhodne province Sirija, Palestina in Egipt in ustanovile Palmirsko cesarstvo. Med obema novima cesarstvoma je ostal okrnjeni del Rimskega cesarstva s središčem v Italiji.
Leta 269 je cesarstvo v bitki pri Nišu zaustavilo prodor velike vojske Gotov. Zmaga in prihod niza energičnih cesarjev-vojakov na rimski prestol sta pomenila prelomnico v krizi. Cesar Klavdij II. Got  je v naslednjih dveh letih izgnal Alemane in ponovno priključil Hispanijo. Ko je Klavdij leta 270 umrl zaradi kuge, ga je nasledil poveljnik konjenice v Nišu Avrelijan, ki je nadaljeval restavriranje cesarstva.
Avrelijan (270-275), ki  je vladal v najtežjem obdobju krize, je porazil Vandale, Vizigote, Palmirce in Sasanide  in zatem osvojil še ostanek Galskega cesarstva. Konec leta 274 je bilo Rimsko cesarstvo ponovno združeno in obmejne vojaške enote so se vrnile na prejšnje položaje. Za ponovno dosego vojaške premoči nad zunanjimi sovražniki je Rim potreboval več kot stoletje. Nekaj deset cvetočih mest, predvsem na zahodu, ki so bila porušena, se z razseljenim prebivalstvom in zlomljenim gospodarskim sistemom ni dalo obnoviti. Velika mesta, med njimi tudi Rim, ki nekaj stoletij niso bila utrjena, so se začela obdajati z debelimi obzidji. 
Avrelijanu je uspelo ponovno vzpostaviti meje cesarstva in jih braniti pred zunanjm sovražnikom, osnovni problemi cesarstva pa so ostali nerešeni. Eden od njih je bila pravica do nasledstva prestola, ki ni bila nikoli natančno določena in je stalno povzročala državljenske vojne med vojsko, senatom in drugimi strankami, ki so na cesarski prestol potiskale svoje kandidate. Drug problem je bila velikost cesarstva, ki je onemogočala, da bi se lahko en sam vladar učinkovito soočal z več nasprotniki hkrati. Omenjene probleme je radikalno rešil Dioklecijan, s čimer je podaljšal življenje zahodnega dela cesarstva za več kot stoletje, vzhodnega dela pa za več kot tisočletje.

## Gospodarska kriza
Državo je prizadela hiperinflacija, ki se začela že med vladavino cesarjev iz Severske dinastije, ker so kar za četrtino povečali število vojakov in podvojili njihove osnovne plače. Ko so na oblast prihajali kratkoživi cesarji, so vsi iskali načine, da bi čimhitreje prišli do denarja, s katerim bi vojski poplačali njene usluge. Najlažji način za takšno početje  je bilo zmanjšanje vsebnosti srebra v kovancih z dodajanjem manj dragocenega brona in bakra.
Takšno postopanje je imelo predvidljive posledice v podivjani inflaciji. Do Dioklecijanovega prihoda na prestol  so stari kovanci Rimskega cesarstva skoraj propadli. Nekateri davki so se zbirali v naravi, vrednosti dobrin pa so bile pogosto nominirane v plemenitih kovinah ali v bronastih kovancih. Zlati kovanci so obdržali svojo vrednost, denarij, ki je bil skoraj čist srebrnik in se je uporabljal tristo let, pa je izginil. Denar je bil skoraj brez vrednosti do konca tretjega stoletja in trgovanje je potekalo večinoma z menjavo. Prizadeti so bili vsi vidiki rimskega načina življenja.
Ena od najglobljih in trajnih posledic krize tretjega stoletja je bil razkroj  obsežne notranje trgovske mreže. Vse od obdobja Pax Romana, ki se je začelo z Avgustom, je bilo gospodarstvo cesarstva v veliki meri odvisno od trgovanja med sredozemskimi pristanišči in po obsežnem cestnem omrežju z notranjostjo  cesarstva. Trgovci so s svojim blagom lahko že v nekaj tednih dokaj varno pripotovali iz enega konca cesarstva  do drugega. Kmetijsko blago, proizvedeno v provincah, je hitro prišlo do mest, manufakturni proizvodi  iz velikih mest pa v obratni smeri do podeželskih provinc. 
Velika posestva so svoje pridelke izvažala iz z zaslužkom uvažala hrano in izdelke, ki so jih proizvajali v mestih, kar je povzročilo veliko soodvisnost med prebivalci cesarstva. Zgodovinar Henry Moss takole opisuje stanje, kakršno je bilo v cesarstvu pred krizo: 
Promet po cestah je stalno naraščal. Po njih niso potovali samo vojaki in uradniki, ampak tudi trgovci s svojim blagom in celo turisti. Menjava dobrin med provincami se je hitro razvijala in kmalu dosegla obseg, kakršnega v preteklosti še ni bilo, in se je ponovil šele nekaj stoletij kasneje.  Kovine, ki so jih kopali v višavju zahodne Evrope, kože, krzno in živina s pastoralnih področij v Britaniji, Španiji in obal Črnega morja, vino in olje iz Provanse in Akvitanije, les, smola in vosek iz južne Rusije in severne Anatolije, suho sadje iz Sirije, marmor z obale Egejskega morja, pšenica iz severne Afrike, Egipta in doline Donave za potrebe velikih mest, so se svobodno menjavale od enega konca cesarstva do drugega  po odlično organiziranem cestnem in trgovskem omrežju.

### Zlom notranje trgovske mreže
Z začetkom krize tretjega stoletja se je obširna notranja trgovska mreža zlomila. S širjenjem državljanskih nemirov potovanja trgovcev niso bila več tako varna kot nekoč, trgovanje pa je še dodatno zavrla finančna kriza zaradi razvredotenja denarja. To je povzročilo globoke spremembe, ki so v mnogih pogledih naznanjale zelo decentralizirane gospodarske značilnosti prihajajočega srednjega veka.
Lastniki kmetijskih zemljišč, ki niso več mogli uspešno izvažati svojih pridelkov na velike razdalje, so začeli proizvajati hrano za svoje preživetje in lokalno blagovno menjavo. Končnih izdelkov niso več uvažali iz velikih mest, ampak so jih začeli proizvajati na lokalni ravni, pogosto kar na svojih posestvih, kar je pomenilo začetek  samozadostnega »hišnega gospodarstva«. Samozadostno gospodarstvo je v naslednjih stoletjih postalo splošna praksa. Svojo dokončno obliko je dobilo v srednjem veku kot zemljiško gospostvo. Preprosto svobodno prebivalstvo rimskih mest se je zaradi iskanja hrane in večje varnosti začelo seliti na podeželje.
Veliko meščanov, pa tudi malih kmetov, je bilo v obupu zaradi neznosnih gospodarskih razmer prisiljeno odpovedati se trdo pridobljenim osnovnim državljanskim pravicam v zameno za zaščito veleposestnikov. Postali so polsvoboden razred rimskih državljanov, poznanih kot koloni. Bili so vezani na zemljo, s kasneje sprejeto državno zakonodajo pa je njihov položaj postal deden. Nastal je zgoden model tlačanstva, ki se je razvilo v srednjeveški fevdalni družbi, in srednjeveškega kmetstva.
Svoj značaj so začela spreminjati tudi rimska mesta. Velika odprta mesta, značilna za antiko, so se počasi umaknila manjšim obzidanim mestom, značilnim za srednji vek. Spremembe se niso dogajale samo v tretjem stoletju, ampak tudi kasneje, s številnimi prekinitvami in občasnimi zastoji. Trgovsko omrežje si kljub obsežnim reformam kasnejših cesarjev ni več opomoglo in se ni vrnilo v stanje iz časa Pax Romana v 1. stoletju n. št. (27 pr. n. št. – 180 n. št.).
Medtem ko so prihodki cesarstva padali, so njegovi stroški strmo rasli. K temu je veliko prispevalo večje število vojakov, večji delež konjenice in uničujoče draga graditev mestnih obzidij. Dobrine in usluge, ki jih je dotlej plačevala država, so se prevalile na prebivalstvo kot dodatno povečanje davkov. Tako bogati kot revni meščani so zato začeli odhajati iz mest, z njimi pa tudi obrtniki nedonosnih poklicev, kar je Dioklecijana prisililo na uporabo prisile: delavci niso več smeli zapustiti svojih služb ali potovati po cesarstvu za boljšim zaslužkom.

### Povečani lokalizem
Upadanje trgovanja med provincami je povzročilo njihovo vedno večjo izoliranost.  Veleposestniki, predvsem v Zahodnem cesarstvu, ki so postali samozadostni, so postali vedno manj obzirni do osrednje oblasti v Rimu in sovražni do pobiralcev davkov.  Merilo bogastva se je začelo spreminjati. Vedno manj je bilo povezano z mestno civilno oblastjo in vedno bolj s posestjo velikih kmetijskih zemljišč na podeželju, ki so zagotavljala edini vir realne vrednosti – kmetijska zemljišča sama in dobrine, ki so jih na njih pridelali. Preprosto prebivalstvo je izgubilo svoj gospodarski in politični položaj v korist zemljiških posestnikov, trgovski srednji razred pa je obubožal in imel komaj za preživetje. Kriza v tretjem stoletu je pomenila začetek dolgega razvojnega procesa, ki je klasično antiko pretvoril v srednji vek.